# Třída Cleveland
Třída Cleveland byla třída lehkých křižníků amerického námořnictva z období druhé světové války. Je to vůbec nejpočetnější třída křižníků v historii. Celkem bylo objednáno 52 lehkých křižníků této třídy. Dokončeno jich bylo 28 (jeden až jako raketový křižník), trup devíti dalších byl přestavěn na lehké letadlové lodě třídy Independence, 13 křižníků bylo přeobjednáno v upravené podobě jako třída Fargo a stavba ostatních byla zrušena. Třída Fargo se lišila především kompaktnější nástavbou s jedním komínem (stejně se lišily těžké křižníky třídy Oregon City od původní třídy Baltimore). Křižníky byly ve službě v letech 1942–1956. Intenzivně byly nasazeny za druhé světové války, přičemž žádný nebyl ztracen. Šest jednotek bylo později přestavěno na raketové křižníky tříd Galveston a Providence.

## Stavba

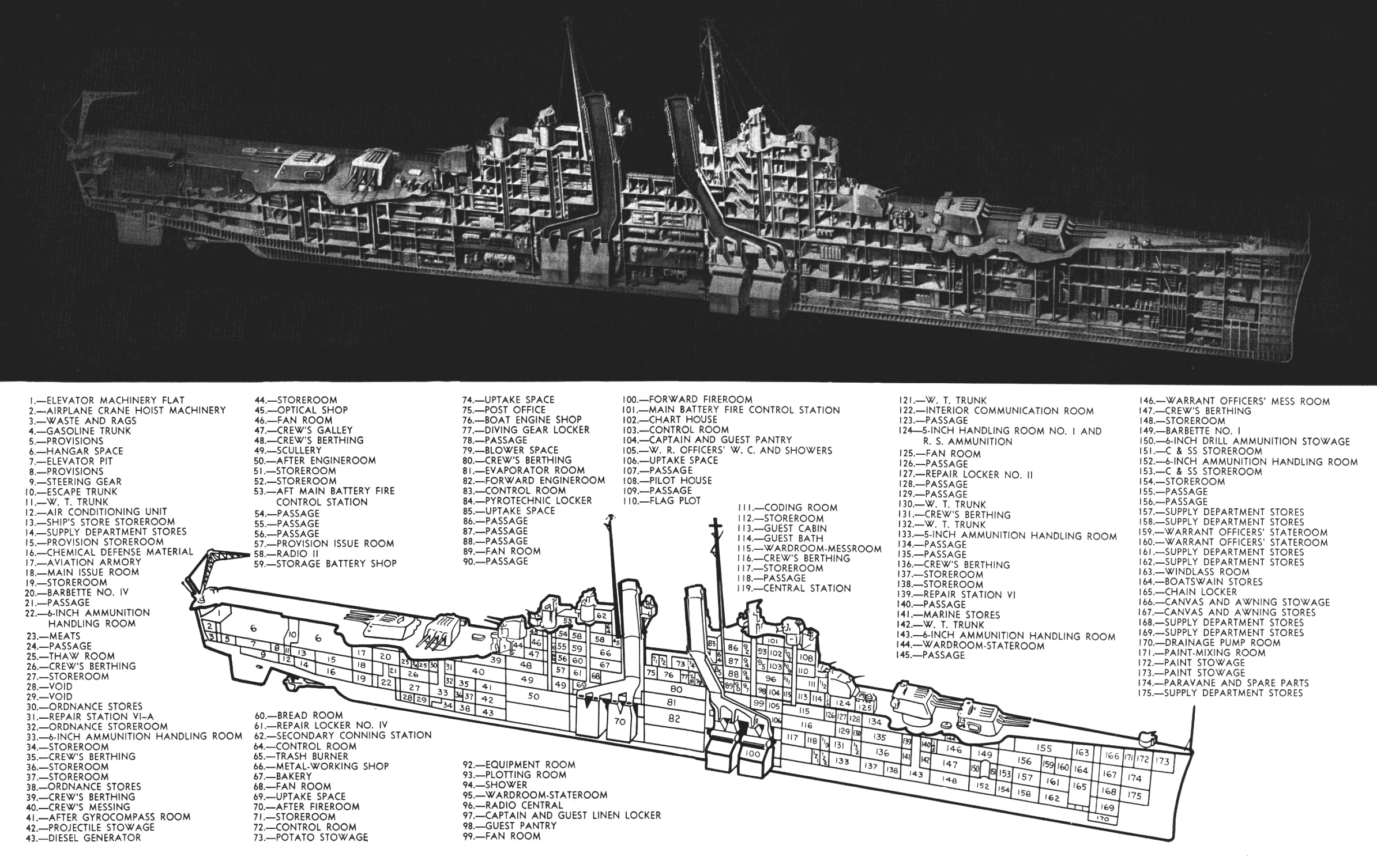
Ilustrace vnitřního uspořádání křižníků třídy Clevelenad

Vývoj třídy byl zahájen roku 1938. Původně se mělo jednat o menší křižníky (výtlak 8000 t) respektující omezení daná Washingtonskou konferencí. Po vypuknutí války v Evropě omezení padla a bylo rozhodnuto dále rozvíjet vyzkoušenou konstrukci předcházející třídy St. Louis. Při konstrukci třídy Cleveland byl kladen důraz na lepší protiletadlovou výzbroj a větší dosah, než tomu bylo u předchozích tříd.
Celkem bylo objednáno 52 křižníků této třídy. Do stavby se zapojily americké loděnice New York Shipbuilding Corp. v Camdenu, Newport News Shipbuilding and Dry Dock Co. v Newport News, Bethlehem Steel Corp. ve Fore River v Quincy a William Cramp & Sons Shipbuilding Co. ve Filadelfii.
Stavební program však výrazně ovlivnil průběh války. Celkem 27 jednotek bylo dokončeno v podobě lehkých křižníků. Nedostatek letadlových lodí vedl k nouzovému řešení a devět trupů bylo dokončeno jako letadlové lodě třídy Independence. Stavba dalších křižníků byla zrušena, neboť ke konci války už byly nadbytečné. Stavba křižníků Buffalo a Newark byla zrušena už roku 1940, aby se loděnice Federal Shipbuilding and Drydock Company v Kearny mohla soustředit na stavbu torpédoborců. Stavba křižníku Galveston byla přerušena a dokončen byl až roku 1958 jako raketový křižník.
Roku 1942 bylo rozhodnuto, že křižníky (CL-106 až 118) budou dokončeny podle vylepšeného projektu lišícího se především kompaktnější nástavbou s jediným komínem, což zlepšovalo problém s přetížením nástaveb a zefektivňovalo využití protiletadlových kanónů. Tato verze je označována jako třída Fargo. Dokončeny ale byly pouze dvě jednotky a stavba ostatních zrušena.
Jednotky třídy Cleveland:
| Jméno                              | Loděnice                  | Založení kýlu      | Spuštěna          | Vstup do služby    | Poznámka |
| ---------------------------------- | ------------------------- | ------------------ | ----------------- | ------------------ | --- |
| USS Cleveland (CL-55)              | New York Shipbuilding     | 1. června 1940     | 1. listopadu 1941 | 15. června 1942    | Vyřazen 1947, vyškrtnut 1959, sešrotován. |
| USS Columbia (CL-56)               | New York Shipbuilding     | 18. srpna 1940     | 17. prosince 1941 | 29. července 1942  | Vyřazen 1946, sešrotován. |
| USS Montpelier (CL-57)             | New York Shipbuilding     | 2. prosince 1940   | 12. února 1942    | 9. září 1942       | Vyřazen 1947, vyškrtnut 1959, sešrotován. |
| USS Denver (CL-58)                 | New York Shipbuilding     | 26. prosince 1940  | 4. dubna 1942     | 15. října 1942     | Vyřazen 1947, vyškrtnut 1959, sešrotován. |
| USS Amsterdam (CL-59)              | New York Shipbuilding     | 1. května 1941     | –                 | –                  | Dostavěn jako lehká letadlová loď třídy Independence USS Independence (CVL-22).                                                                                                  |
| USS Santa Fe (CL-60)               | New York Shipbuilding     | 7. června 1941     | 10. června 1942   | 24. listopadu 1942 | Vyřazen 1946, 1959, sešrotován. |
| USS Tallahassee (CL-61)            | New York Shipbuilding     | 2. června 1941     | –                 | –                  | Dostavěn jako lehká letadlová loď třídy Independence USS Princeton (CVL-23). |
| USS Birmingham (CL-62)             | Newport News Shipbuilding | 17. února 1941     | 20. března 1942   | 29. ledna 1943     | Vyřazen 1947, vyškrtnut 1959, sešrotován. |
| USS Mobile (CL-63)                 | Newport News Shipbuilding | 14. dubna 1941     | 15. května 1942   | 24. března 1943    | Vyřazen 1947, vyškrtnut 1959, sešrotován. |
| USS Vincennes (CL-64, ex Flint)    | Fore River                | 7. března 1942     | 17. července 1943 | 21. ledna 1944     | Vyřazen 1946, vyškrtnut 1966, potopen jako cvičný cíl. |
| USS Pasadena (CL-65)               | Fore River                | 6. února 1943      | 28. prosince 1943 | 8. června 1944     | Vyřazen 1950, vyškrtnut 1970. |
| USS Springfield (CL-66)            | Fore River                | 13. února 1943     | 9. března 1944    | 6. září 1944       | Vyřazen 1950, přestavěn na raketový křižník (CLG 7), zařazen 2. července 1960, vyřazen 1974, vyškrtnut 1978, sešrotován.                                                         |
| USS Topeka (CL-67)                 | Fore River                | 21. dubna 1943     | 19. srpna 1944    | 23. prosince 1944  | Vyřazen 1949, přestavěn na raketový křižník (CLG 8), zařazen 26. března 1960, vyřazen 1969, vyškrtnut 1973, sešrotován.                                                          |
| USS New Haven (CL-76)              | New York Shipbuilding     | 11. srpna 1941     | –                 | –                  | Dostavěn jako lehká letadlová loď třídy Independence USS Belleau Wood (CVL-24).                                                                                                  |
| USS Huntington (CL-77)             | New York Shipbuilding     | 17. listopadu 1941 | –                 | –                  | Dostavěn jako lehká letadlová loď třídy Independence USS Cowpens (CVL-25). |
| USS Dayton (CL-78)                 | New York Shipbuilding     | 29. prosince 1941  | –                 | –                  | Dostavěn jako lehká letadlová loď třídy Independence USS Monterey (CVL-26). |
| USS Wilmington (CL-79)             | New York Shipbuilding     | 16. března 1942    | –                 | –                  | Dostavěn jako lehká letadlová loď třídy Independence USS Cabot (CVL-28). |
| USS Biloxi (CL-80)                 | Newport News Shipbuilding | 9. července 1941   | 23. února 1943    | 31. srpna 1943     | Vyřazen 1946, vyškrtnut 1961, sešrotován. |
| USS Houston (CL-81, ex Vicksburg)  | Newport News Shipbuilding | 4. srpna 1941      | 19. června 1943   | 20. prosince 1943  | Vyřazen 1947, vyškrtnut 1959, sešrotován. |
| USS Providence (CL-82)             | Fore River                | 27. července 1943  | 28. prosince 1944 | 15. května 1945    | Vyřazen 1949, přestavěn na raketový křižník (CLG 6), zařazen 17. září 1959, vyřazen 1973, vyškrtnut 1978, sešrotován.                                                            |
| USS Manchester (CL-83)             | Fore River                | 25. září 1944      | 5. března 1945    | 29. října 1946     | Vyřazen 1956, vyškrtnut 1960, sešrotován. |
| USS Buffalo (CL-84)                | Federal                   | –                  | –                 | –                  | Stavba zrušena v roce 1940. |
| USS Fargo (CL-85)                  | New York Shipbuilding     | 11. dubna 1942     | –                 | –                  | Dostavěn jako lehká letadlová loď třídy Independence USS Langley (CVL-27). |
| USS Vicksburg (CL-86, ex Cheyenne) | Newport News Shipbuilding | 26. října 1942     | 14. prosince 1943 | 12. června 1944    | Vyřazen 1947, vyškrtnut 1962, sešrotován. |
| USS Duluth (CL-87)                 | Newport News Shipbuilding | 9. listopadu 1942  | 13. ledna 1944    | 18. září 1944      | Vyřazen 1949, vyškrtnut 1960, sešrotován. |
| USS Newark (CL-88)                 | Federal                   |                    | –                 | –                  | Stavba zrušena v roce 1940. |
| USS Miami (CL-89)                  | Cramp                     | 2. srpna 1941      | 8. prosince 1942  | 30. června 1947    | Vyřazen 1947, vyškrtnut 1961, sešrotován. |
| USS Astoria (CL-90)                | Cramp                     | 6. září 1941       | 6. března 1943    | 17. května 1944    | Vyřazen 1949, vyškrtnut 1969, sešrotován. |
| USS Oklahoma City (CL-91)          | Cramp                     | 8. prosince 1942   | 20. února 1944    | 22. prosince 1944  | Vyřazen 1947, přestavěn na raketový křižník (CLG 5), zařazen 7. září 1960, vyřazen a vyškrtnut 1979, roku 1999 potopen jako cvičný cíl jihokorejskou ponorkou Lee Chun (SS 062). |
| USS Little Rock (CL-92)            | Cramp                     | 6. března 1943     | 27. srpna 1944    | 17. června 1945    | Vyřazen 1949, přestavěn na raketový křižník (CLG 4), zařazen 3. června 1960, vyřazen a vyškrtnut 1976, od roku 1977 muzejní loď v Buffalu.                                       |
| USS Galveston (CL-93)              | Cramp                     |                    | 22. dubna 1945    | 28. května 1958    | Stavba přerušena 1946, dokončen jako raketový křižník (CLG 3), vyřazen 1970, vyškrtnut 1973, sešrotován.                                                                         |
| USS Youngstown (CL-94)             | Cramp                     | 4. září 1944       | –                 | –                  | Stavba zrušena 12. srpna 1945, loď byla hotova z 54,1 %, sešrotována. |
| USS Buffalo (CL-99)                | New York Shipbuilding     | 31. srpna 1942     | –                 | –                  | Dostavěn jako lehká letadlová loď třídy Independence USS Bataan (CVL-29). |
| USS Newark (CL-100)                | New York Shipbuilding     | 26. října 1942     | –                 | –                  | Dostavěn jako lehká letadlová loď třídy Independence USS San Jacinto (CVL-30).                                                                                                   |
| USS Amsterdam (CL-101)             | Newport News Shipbuilding | 3. března 1943     | 25. dubna 1944    | 8. ledna 1945      | Vyřazen 1947, vyškrtnut 1971, sešrotován. |
| USS Portsmouth (CL-102)            | Newport News Shipbuilding | 28. června 1943    | 20. září 1944     | 25. června 1945    | Vyřazen 1949, vyškrtnut 1971, sešrotován. |
| USS Wilkes-Barre (CL-103)          | New York Shipbuilding     | 14. prosince 1942  | 24. prosince 1943 | 1. července 1944   | Vyřazen 1947, vyškrtnut 1971, roku 1972 potopen poblíž Florida Keys. |
| USS Atlanta (CL-104)               | New York Shipbuilding     | 25. ledna 1943     | 6. února 1944     | 3. prosince 1944   | Vyřazen 1949, přestavěn na cílovou loď (IX 304), vyškrtnut 1970, roku 1970 potopen poblíž ostrova San Clemente.                                                                  |
| USS Dayton (CL-105)                | New York Shipbuilding     | 8. března 1943     | 19. března 1944   | 7. ledna 1945      | Vyřazen 1949, vyškrtnut 1961 sešrotován. |

## Konstrukce

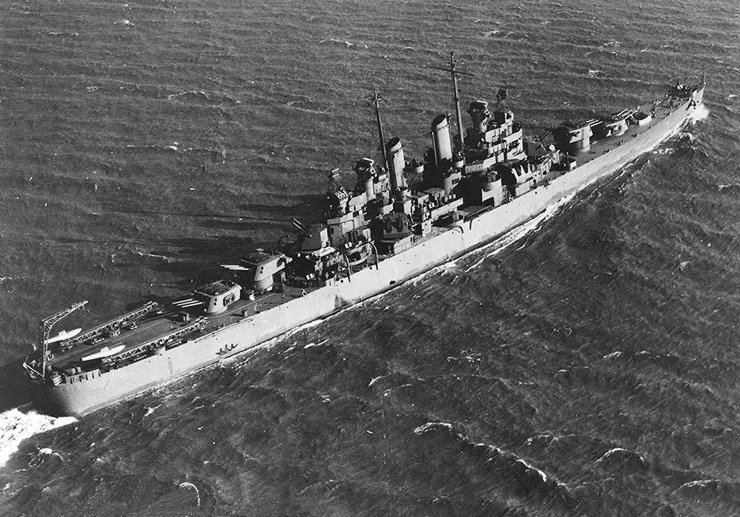
USS Montpelier (CL-57)

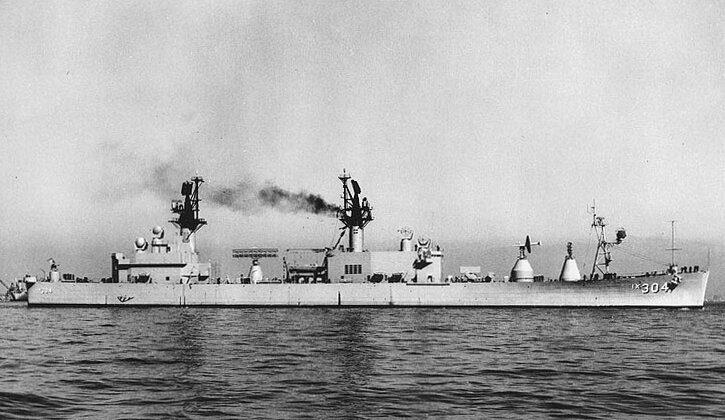
USS Atlanta (IX-304) po přestavbě ze stejnojmenného křižníku

Základní výzbroj tvořilo dvanáct 152mm kanónů ve třídělových věžích, doplněných stejným počtem 127mm kanónů ve dvoudělových věžích, osmi 40mm kanóny a třinácti 20mm kanóny. Složení lehké výzbroje se u jednotlivých plavidel lišilo. Neseny byly dva katapulty a čtyři hydroplány (Curtiss SOC Seagull, Vought OS2U Kingfisher). Pohonný systém tvořily čtyři kotle Babcock & Wilcox a čtyři převodové turbíny General Electric o celkovém výkonu 100 000 shp. Nejvyšší rychlost dosahovala 32,5 uzlu. Dosah byl 11 000 námořních mil při rychlosti 15 uzlů.

### Modifikace
Během války byly křižníky vybavovány novými radary a byla upravována jejich protiletadlová výzbroj. První plavidla měla nástavby částečně z hliníkových slitin, kvůli nedostatku hliníku ale za války výroba přešla na nástavby z těžší oceli. Společně s vysoko položenými novými radary to výrazně zhoršovalo stabilitu křižníků.

## Služba

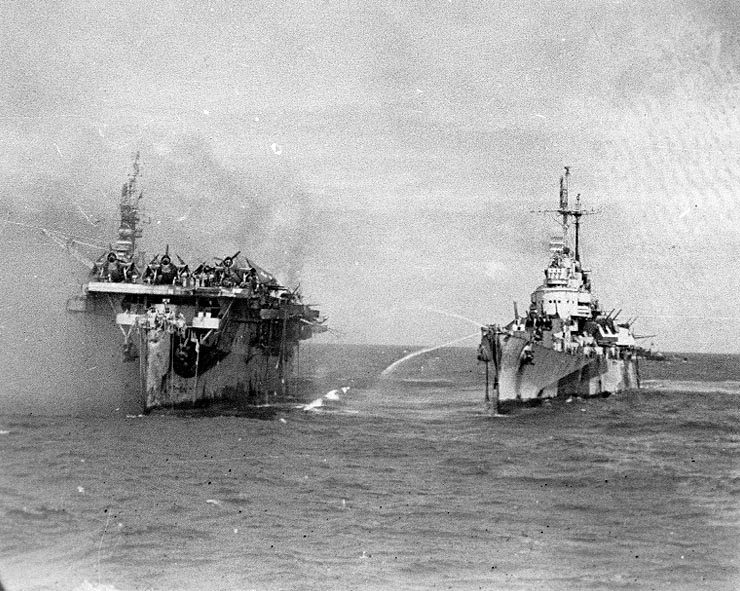
USS Birmingham (CL-62) asistuje hořící letadlové lodi USS Princeton (CVL-23). Později kvůli jejímu výbuchu zemřelo 233 členů posádky Birminghamu

Za druhé světové války bylo do služby přijato 22 křižníků. Za války byla naprostá většina křižníků nasazena v Pacifiku, v menší míře v Evropě a Středomoří. Bojový křest prodělal křižník Cleveland roku 1942 během operace Torch. V Pacifiku křižníky především tvořily doprovod rychlých letadlových lodí. Ostřelovaly také pozemní cíle (např. na Okinawě). Columbia, Denver, Santa Fe, Mobile, Vincennes a Miami se roku 1944 účastnily bitvě u Leyte. Žádný z nich nebyl během války ztracen.
Křižníky byly vyřazeny do roku 1950 (jediný Manchester do roku 1956) a následně drženy nějaký čas v rezervě. Manchester prodělal tři nasazení v korejské válce, kde získal devět vyznamenání Battle Star.
Křižník Atlanta byl výrazně přestavěn na cílovou loď určenou ke zkouškám odolnosti proti výbuchům (operace Sailor Hat).

## Přestavba na raketové křížníky
Šest vyřazených křižníků (Galveston, Little Rock, Oklahoma City, Providence, Springfield a Topeka) bylo později rozsáhle přestavěno na raketové křižníky tříd Galveston a Providence. Vyřazeny byly do roku 1979. Raketový křížnk Little Rock se dochoval jako muzejní loď v Buffalo and Erie County Naval & Military Park v Buffalu.